# Dorylus funereus
Dorylus funereus é uma espécie de formiga do gênero Dorylus.